# Dascyllus reticulatus
Dascyllus reticulatus és una espècie de peix de la família dels pomacèntrids i de l'ordre dels perciformes. Va ser descrit el 1846 per John Richardson.
Els adults poden assolir els 9 cm de longitud total. Es troba a l'oceà Índic oriental i a Oceà Pacífic occidental.